# Homalospermum firmum
Homalospermum firmum är en myrtenväxtart som beskrevs av Johannes Conrad Schauer. Homalospermum firmum ingår i släktet Homalospermum och familjen myrtenväxter. Inga underarter finns listade i Catalogue of Life.